# Fokker M.1 Spin
El Fokker Spin fue el primer avión construido por el pionero holandés de la aviación Anthony Fokker. Los muchos cables de refuerzo hicieron que el avión se asemejara a una araña gigante, de ahí su nombre Spin ("araña", en holandés).

## Diseño y desarrollo

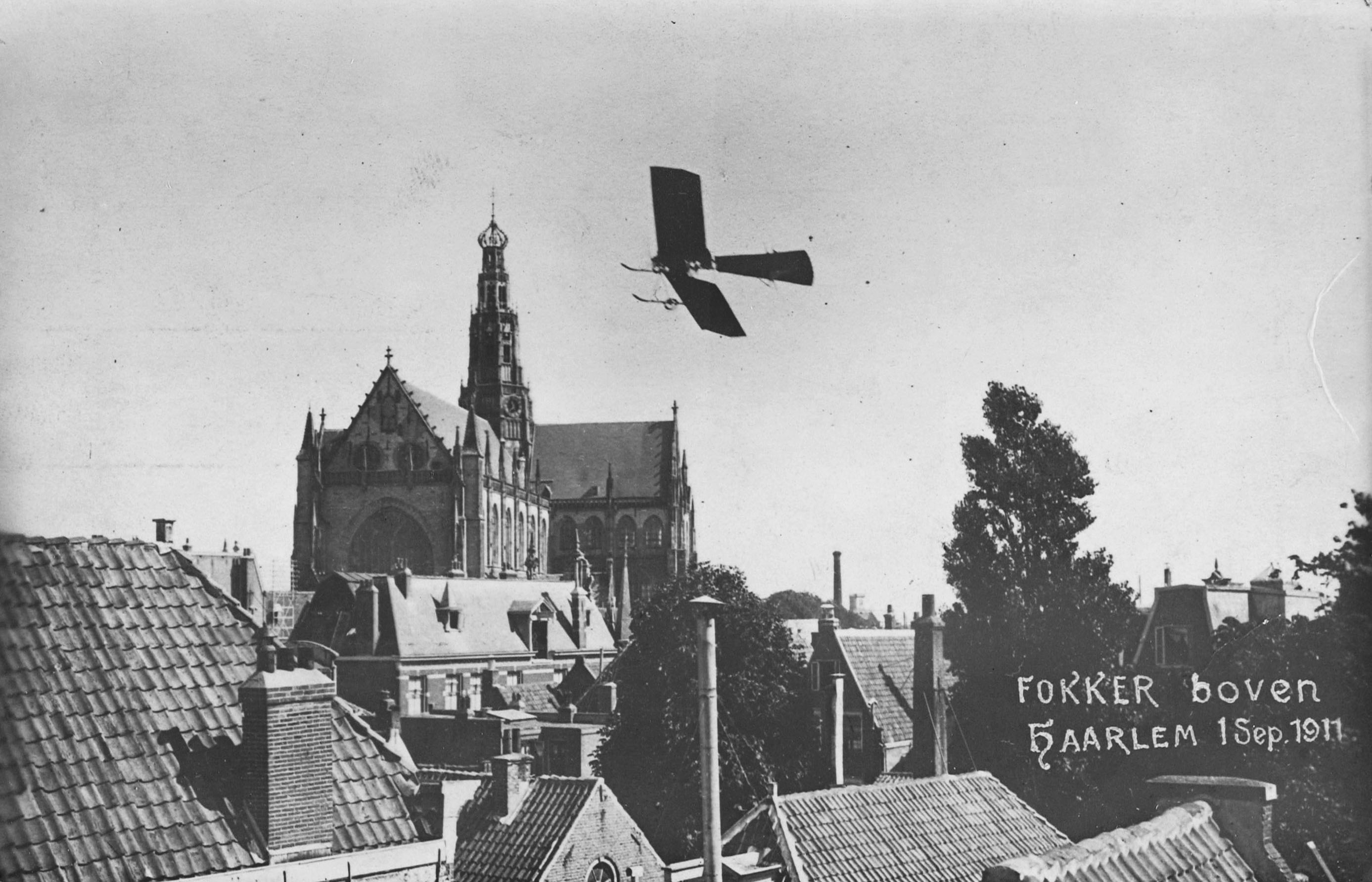
En su Spin, Fokker vuela alrededor de Grote Kerk en Haarlem, el 1 de septiembre de 1911.

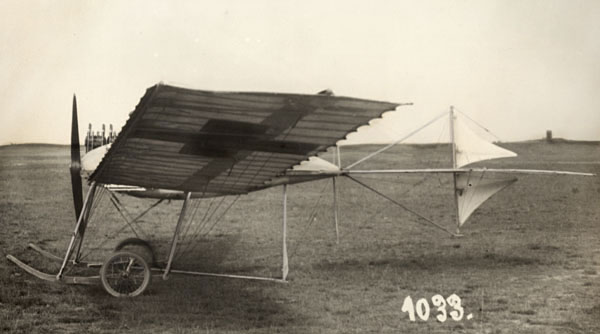
Un Fokker Spin III.

Fokker, mientras estudiaba en Alemania, construyó el Spin en 1910 junto con Jacob Goedecker y su socio Franz von Daum, que adquirió el motor. El avión se inició como un diseño experimental de Fokker que le proporcionaría un medio para explorar su interés en el vuelo. Mientras que el primer Spin fue destruido cuando von Daum se estrelló contra un árbol, el motor era todavía recuperable y se utilizó en la segunda versión.
Esta segunda versión del Spin fue construida poco después, en la cual Fokker aprendió a volar y obtuvo su licencia de piloto. Este avión también fue irreparablemente dañado por von Daum.
Con el tercer modelo, Fokker saltó a la fama en su país natal, los Países Bajos, volando alrededor de la torre de la iglesia de Grote o St.-Bavokerk en Haarlem el 31 de agosto de 1911. Y saltó a la fama por volar en esta fecha, ya que era el cumpleaños de la reina Wilhelmina. Después de este éxito, fundó una fábrica de aviones y escuela de vuelo cerca de Berlín. Allí se desarrollaron los M.1 a M.4 para el Ejército alemán, basados en el Spin.
El M.1 fue un monoplano biplaza construido en pequeñas cantidades, como el M.3. Voló por primera vez en 1911 y en 1913 había sido transferido a las escuelas militares de vuelo. El M.2 fue una auténtica versión militar del Spin. El avión tenía un motor Argus o Mercedes de 75 kW (100 hp) y era capaz de alcanzar los 97 km/h. Más tarde se ordenaron diez M.2 por 299 880 marcos, incluidos diez camiones Daimler para trasladar los aviones con el Ejército, según los planes del Cuartel General Alemán de la época. El M.3 fue un avión muy refinado con fuselaje aerodinámico, que voló por primera vez en 1912. El M.4 fue desarrollado desde el M.3, e incluía una rueda de morro. No obtuvo más ventas.
De 1912 a 1913 se construyeron un total de 25 Fokker Spin (incluyendo unos pocos biplaza), usados en su mayoría para el entrenamiento de pilotos.

### Construcción
El fuselaje simplemente consistía en dos largueros de madera con tramos cruzados en los que el piloto se sentaba y en los que un motor Argus de cuatro cilindros estaba montado en el frente. Los radiadores estaban emplazados a los lados del fuselaje. Las alas y la cola consistían en dos tubos de acero con costillas de bambú. El tren de aterrizaje también estaba construido de tubos de acero. Toda la estructura se mantenía unida mediante cables de acero. Las versiones posteriores tuvieron un fuselaje más aerodinámico.

## Variantes
Spin
Avión experimental monoplano, tres construidos en tres versiones diferentes.
M.1
Versión del Spin dedicada a la escuela.
M.2
Versión militarizada del M.1.
M.3
Versión refinada con fuselaje aerodinámico.
M.4
Derivado del M.3 con rueda de morro.

## Operadores
Imperio alemán
- Luftstreitkräfte

## Supervivientes
Uno de los últimos Spin fue trasladado por Fokker a los Países Bajos tras la Primera Guerra Mundial. Estaba incompleto y fue reconstruido a principios de los años 20. Durante la Segunda Guerra Mundial, el avión fue llevado a un museo de aviación de Berlín como trofeo de guerra por los alemanes, que habían ocupado los Países Bajos. Tras la guerra fue llevado a Polonia. Hasta 1986 no volvió a los Países Bajos, donde fue restaurado. Un segundo Spin superviviente fue construido por personal de Fokker en 1936 para conmemorar el 25.º aniversario del primer vuelo de Fokker. Ambos aviones están preservados en el museo de aviación Aviodrome en el Aeropuerto de Lelystad, Países Bajos.

## Especificaciones (Spin I)

### Características generales
- Tripulación: Dos (piloto y pasajero)
- Longitud: 8 m (26,2 ft)
- Envergadura: 13,6 m (44,6 ft)
- Altura: 3 m (9,8 ft)
- Superficie alar: 26,5 m² (285,3 ft²)
- Peso vacío: 660 kg (1454,6 lb)
- Peso máximo al despegue: 995 kg (2193 lb)
- Planta motriz: 1× motor lineal de cuatro cilindros refrigerado por agua Argus.
  - Potencia: 75 kW (103 HP; 102 CV)

### Rendimiento
- Velocidad máxima operativa (Vno): 115 km/h (71 MPH; 62 kt)
- Techo de vuelo: 2100 m (6890 ft)

## Aeronaves relacionadas

### Secuencias de designación
- Secuencia M._ (interna de Fokker, anterior a 1918): M.1 - M.2 - M.3 - M.4 - M.5 - M.6 - M.7 →